# 小行星6594
小行星6594（英語：6594 Tasman）是一颗围绕太阳公转的小行星。1987年6月25日，安東寧·姆爾科斯在克列特发现了此天体。
这颗小行星的绝对星等为124.5441845142718等。